# Ola Solum
Ola Solum (* 17. Juli 1943 in Oslo; † 28. Juni 1996 ebenda) war ein norwegischer Filmregisseur, Drehbuchautor und Schauspieler. Erfolg hatte er in seiner Heimat mit Kinderfilmen, aber auch dem Thriller Orions belte.

## Leben
Solum wurde 1943 in Oslo als Sohn des Pianisten und Musiklehrers Hans Solum (1912–1980) und der Sekretärin Rosa Seierstad (1918–1979) geboren. Nach dem Schulabschluss an der Osloer Hartvig-Nissen-Schule 1962 begann er seine Karriere in der Filmbranche. Zunächst war er als freier Mitarbeiter und dann von 1964 bis 1968 auch als Angestellter der Norsk Film A/S tätig. Für Norsk Film verfasste er Drehbücher und führte Regie für verschiedene Dokumentarfilme. Parallel drehte er auch erste Dokumentarfilme für andere Studios.
1968 wirkte er an Bare et liv – historien om Fridtjof Nansen, einer sowjetisch-norwegischen Koproduktion über den Polarforscher Fridtjof Nansen, als Assistenz-Regisseur mit. 1976 verfilmte er mit Reisen til julestjernen das Märchen Die Reise zum Weihnachtsstern. Es folgten die Kinderfilme Operasjon Cobra und Carl Gustav, gjengen og parkeringsbandittene. 1983 drehte er den Dokumentarfilm Kamera läuft!.
Seinen Durchbruch feierte er 1985 mit dem Thriller Orions belte, der nach der gleichnamigen Vorlage von Jon Michelet entstand. Der Film wurde in einer norwegischen und einer englischen Version Einstellung für Einstellung parallel gedreht. Der Film wurde in Norwegen ein großer Erfolg und bei der ersten Amanda-Preisverleihung 1985 in den Kategorien Bester Film und Bester Hauptdarsteller ausgezeichnet. Die ungewöhnliche Filmfinanzierung, bei der auch ausländische Investoren involviert waren, gilt als entscheidende Richtungsänderung in der norwegischen Filmbranche.
Der nächste Film Torture – Trauma der Vergeltung wurde mit dem für damalige Verhältnisse exorbitant hohen Budget von 28 Millionen NOK finanziert, fiel jedoch bei der Kritik und an den Kinokassen durch. Erst mit Landstreicher und dem Kinderfilm Der Eisbärkönig konnte Solum wieder an frühere Erfolge anschließen.
Solum wurde dreimal mit dem Sølvklumpen-Filmpreis ausgezeichnet, 1978 für Operasjon Cobra, 1982 für Carl Gustav, gjengen og parkeringsbandittene und 1986 für Orions belte.
Ola Solum war in erster Ehe ab 1964 mit der Fernsehproduzentin Wenche Thorud verheiratet. Die Ehe wurde später geschieden. Seit 1986 lebte er mit der Filmproduzentin Hilde Berg zusammen, das Paar heiratete kurz vor Solums Krebstod 1996.

## Filmografie (Auswahl)
Regie
- 1976: Reisen til julestjernen
- 1978: Operasjon Cobra
- 1982: Carl Gustav, gjengen og parkeringsbandittene
- 1983: Kamera läuft! (Kamera går!, Dokumentarfilm)
- 1985: Orions belte
- 1987: Torture – Trauma der Vergeltung (Turnaround)
- 1990: Landstreicher (Landstrykere)
- 1991: Der Eisbärkönig (Kvitebjørn Kong Valemon)
- 1994: Trollsyn